# Любомир Филипов
Любомир Филипов е български финансист.

## Биография
Роден е на 14 юни 1945 г. в Берковица. Завършва изчислителна математика и програмиране в Софийският университет.
В периода 1967 – 1976 е на работа към Научния център към Държавния комитет за планиране. Вербуван е от Държавна сигурност през 1972 г. с псевдоним „Ровър“ във връзка с бъдещата ме специализация във Великобритания. През 1973 г. специализира в Оксфорд, Великобритания. От 1976 работи в БНБ, а от 1978 е в неговия управителен съвет. Между 1984 и 1989 е в УС на Международната банка за икономическо сътрудничество в Москва.
През 1989 г. специализира във Федералния резерв на САЩ. От 1996 до 1997 е управител на БНБ. След това работи в частна банка.
Любомир Филипов умира на 74 години през нощта на 31 юли срещу 1 август 2019 г.